# Xavier Pascual i Fuertes
Xavier Pascual i Fuertes, Pasqui, (Barcelona, 8 de març del 1968) és un ex-jugador d'handbol que va desenvolupar la seva carrera com a porter, i entrenador de l'equip d'handbol del Barça, des que el 9 de febrer del 2009 va substituir Manolo Cadenas. Com a primer entrenador va assolir tots el títols possibles. Cal destacar, com especialment memorable, la temporada 2014/2015, en què va guanyar els set títols en joc (Campionat del Món de Clubs, Copa d'Europa, Lliga ASOBAL, Copa del Rei, Copa Asobal, Supercopa Asobal, i Supercopa de Catalunya). Una altra fita memorable va ser la temporada 2020-21 que l'equip blaugrana que dirigia va guanyar sis títols de sis possibles: Supercopa de Catalunya, Supercopa d’Espanya, Copa del Rei, Lliga Sacyr ASOBAL, Copa Asobal i la Copa d’Europa. A més, l'equip va guanyar tots els partits disputats en totes les competicions (61 victòries en 61 partits): 34 a la Lliga, 20 a la Champions, tres a la Copa del Rei, dos a la Copa Asobal, un a la Supercopa de Catalunya i un a la Supercopa d’Espanya.
La temporada 2013-2014, va guanyar cinc títols amb el FC Barcelona, en un gran any en què l'equip només no va poder guanyar la Copa d'Europa, i a la Lliga ASOBAL va guanyar tots 30 partits disputats, amb un nou rècord de gols, 1146. El 2015, va guanyar la novena Copa d'Europa del Barça, contra l'MKB Veszprém. La directiva del club va comunicar que al mes de juny de l'any 2021 finalitzava la seva etapa i deixaria de ser el míster del primer equip d'handbol blaugrana. El tècnic blaugrana va deixar la banqueta culer, després de 12 anys, amb 61 títols en el seu palmarès particular després de guanyar la seva tercera Copa d'Europa i la desena Copa d'Europa de la secció.

## Trajectòria

### Jugador
- FC Barcelona (1986-87 i 1989-91)
- Club Handbol Palautordera (1987-89)
- Teucro (91-94)
- Ademar (94-95)
- Guadalajara (95-96)
- Galdar (96-97)
- Chapela (97-99)
- Octavio Pilotes (1999-2006)

### Tècnic
- Al Barça:
  - Entrenador de porters (2005-08)
  - Coordinador dels equips base (2006-08)
  - Segon entrenador (2008)
  - Entrenador (des de 2009)

## Palmarès

### Tècnic
- Al Barça:
  - 5 Campionat del Món de Clubs (2013-14, 2014-15, 2017-18, 2018-19, 2019-2020)
  - 3 Copes d'Europa (2010-11, 2014-15,[4] 2020-21)
  - 11 Lligues ASOBAL (2010-11, 2011-12, 2012-13, 2013-14, 2014-15, 2015-16, 2016-17, 2017-18, 2018-19, 2019-20, 2020-21)
  - 10 Copes del Rei (2008-9, 2009-10, 2013-14, 2014-15, 2015-16, 2016-17, 2017-18, 2018-19, 2019-20, 2020-21)
  - 10 Supercopes ASOBAL (2008-09, 2009-10, 2012-13, 2013-14, 2014-15, 2015-16, 2016-17, 2017-18, 2018-19, 2019-20)
  - 11 Copes Asobal (2009-10, 2011-12, 2012-13, 2013-14, 2014-15, 2015-16, 2016-17, 2017-18, 2018-19, 2019-20, 2020-21)
  - 3 Lligues dels Pirineus (2009-10, 2010-11, 2011-12)
  - 8 Supercopa de Catalunya (2012-13, 2014-15, 2015-16, 2016-17, 2017-18, 2018-19, 2019-20, 2020-21)